# Diogo Capitão
Diogo André Simões Pedrosa Capitão Machado (Lisboa, 6 de marzo de 2000) es un futbolista portugués que juega de defensa en el Emirates Club de la División 1 de EAU.

## Selección nacional
Ha representado a Portugal a nivel internacional juvenil.

## Estadísticas

### Clubes
Actualizado al último partido disputado el 27 de mayo de 2023.
| Club                       | Div.          | Temporada     | Liga  | Liga  | Copas nacionales | Copas nacionales | Copas internacionales | Copas internacionales | Total | Total |
| Club                       | Div.          | Temporada     | Part. | Goles | Part.            | Goles            | Part.                 | Goles                 | Part. | Goles |
| -------------------------- | ------------- | ------------- | ----- | ----- | ---------------- | ---------------- | --------------------- | --------------------- | ----- | ----- |
| S. L. Benfica "B" Portugal | 2.ª           | 2021-22       | 19    | 0     | —                | —                | —                     | —                     | 19    | 0     |
| S. L. Benfica "B" Portugal | 2.ª           | 2022-23       | 32    | 0     | —                | —                | —                     | —                     | 32    | 0     |
| S. L. Benfica "B" Portugal | Total club    | Total club    | 51    | 0     | 0                | 0                | 0                     | 0                     | 51    | 0     |
| Total carrera              | Total carrera | Total carrera | 51    | 0     | 0                | 0                | 0                     | 0                     | 51    | 0     |